# 威尔伯特·奥德里

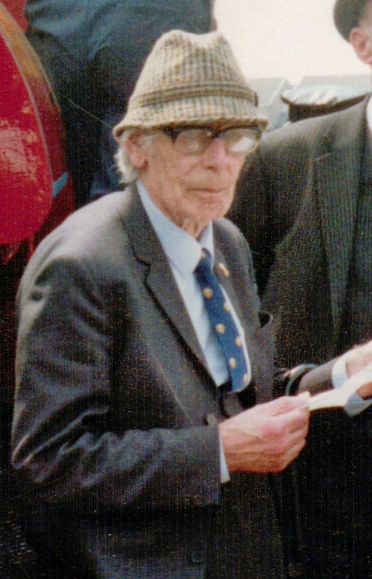
威尔伯特·奥德里

威尔伯特·奥德里OBE （1911年6月15日 - 1997年3月21日）是一位英国圣公会牧师、鐵道迷和儿童作家。他曾經參與泰爾依鐵路維護工作，而且他在他的小說裡面寫了不少有關鐵路的知識。